# Kabupaten Hulu Sungai Tengah
Kabupaten Hulu Sungai Tengah är ett kabupaten i Indonesien.   Det ligger i provinsen Kalimantan Selatan, i den nordvästra delen av landet, 1 000 km öster om huvudstaden Jakarta. Antalet invånare är 243 460.